# Mesanthura crucis
Mesanthura crucis är en kräftdjursart som först beskrevs av Barnard 1925.  Mesanthura crucis ingår i släktet Mesanthura och familjen Anthuridae. Inga underarter finns listade i Catalogue of Life.